# Plectranthus gardneri
Plectranthus gardneri là một loài thực vật có hoa trong họ Hoa môi. Loài này được Thwaites miêu tả khoa học đầu tiên năm 1860.